# Retno Koestijah
Retno Koestijah (* 19. Juni 1942, auch bekannt als Mbak Kus) ist eine ehemalige indonesische Badmintonspielerin. Sie wurde 1969 und 1972 Vizeweltmeisterin mit der indonesischen Damenmannschaft.

## Karriere
Im Endspiel um den Uber Cup 1969 traf das aufstrebende indonesische Team auf Japan, verlor jedoch mit 1:6. Minarni und Koestijah unterlag in diesem Finale in beiden Doppeln Noriko Takagi und Hiroe Yuki sowie Hiroe Amano und Tomoko Takahashi.
1972 erging es den Indonesierinnen nicht besser. Auch diesmal gab es eine hohe 1:6-Niederlage zu verzeichnen. Retno Koestijah verlor dabei ihr erstes Doppel mit Poppy Tumengkol gegen Etsuko Takenaka und Machiko Aizawa mit 8:15 und 9:15. Die zweite Partie verloren sie gegen Noriko Nakayama und Hiroe Yuki mit 9:15 und 11:15.
In den Einzeldisziplinen gewann Koestijah 1962 mit Minarni die Doppelwertung bei den Asienspielen. 1966 verteidigten beide diesen Titel während es 1970 nur noch zu Silber reichte. 1968 siegten Koestijah und Minarni bei den All England. 1971 wurde sie doppelter Asienmeister, als sie sowohl das Mixed mit Christian Hadinata als auch das Doppel mit Intan Nurtjahja gewann.